# Claude Servais Mathias Pouillet
Claude Servais Mathias Pouillet (Cuzance, Baume-les-Dames mellett, 1790. február 16. – Párizs, 1868. június 14.) francia fizikus és politikus.

## Életútja
Tanulmányainak végeztével a Collège Bourbonon a fizika tanára lett, később az École polytechnique-en, majd a Faculté des Sciences-on adott elő. 1829-ben második, 1831-ben pedig első igazgatója lett a Conservatoire des arts et métiers-nek, mely állását 1849-ben hagyta el. Tudományos működése legnagyobbrészt a hőtan, elektromosság és mágnesség terére vonatkozik. Vizsgálta a Mariotte-féle törvénytől való eltéréseket. A hőtan egy mérőeszközt köszönhet neki: a pirheliometert, melynek segítségével a Nap melegét mérhetjük. Az elektromosság terén foglalkozott a különböző testek vezetési képességével, erre vonatkozólag számos kísérletet is végzett. Az ő érdeme a Nervander-féle tangenstájoló javítása, új tájolót, a szinusztájolót is szerkesztett. Munkái közül a nevezetesebbek a következőek: Mémoire sur le pile de Volta et sur la loi générale d'intensité que suivent les courants, soit gu'ils proviennent d'une pile a petite ou a grande tension, Éléments de physique et de météorologie, mely munkát Johann Müller német nyelvre fordította, és amely Müller-Pouillet-féle fizika neve alatt terjedt el és számos kiadást és átdolgozást ért meg.